# فرودگاه صلاله
فرودگاه صلاله (به انگلیسی: Salalah Airport) یک فرودگاه نظامی و همگانی با کد یاتا SLL است که یک باند فرود آسفالت دارد. طول باند آن ۳۳۴۰ متر است. این فرودگاه در شهر صلاله کشور پادشاهی عمان قرار دارد و در ارتفاع ۲۲ متری از سطح دریا واقع است. این فرودگاه دومین فرودگاه بزرگ و بین‌المللی کشور عمان محسوب می‌شود.